# Leïla Babès
Vous pouvez aider à l'améliorer ou bien discuter des problèmes sur sa page de discussion.
- Il peut contenir un travail inédit ou des déclarations non vérifiées. Vous pouvez l’améliorer en ajoutant des références. (Marqué depuis avril 2024)

Vous pouvez aider à l'améliorer ou bien discuter des problèmes sur sa page de discussion.
- Il ne cite pas suffisamment ses sources. Vous pouvez indiquer les passages à sourcer avec {{référence nécessaire}} ou {{Référence souhaitée}}, et inclure les références utiles en les liant aux notes de bas de page. (Marqué depuis avril 2024)
- Certaines informations devraient être mieux reliées aux sources mentionnées dans la bibliographie ou les liens externes. Améliorez sa vérifiabilité en les associant par des références. (Marqué depuis avril 2024)

- Archive Wikiwix
- Bing
- Cairn
- DuckDuckGo
- E. Universalis
- Gallica
- Google
- G. Books
- G. News
- G. Scholar
- Persée
- Qwant
- (zh) Baidu
- (ru) Yandex
- (wd) trouver des œuvres sur Wikidata

Leïla Babès, née à Guelma en Algérie, est une sociologue des religions, spécialiste de l'islam contemporain.

## Biographie

### Origines

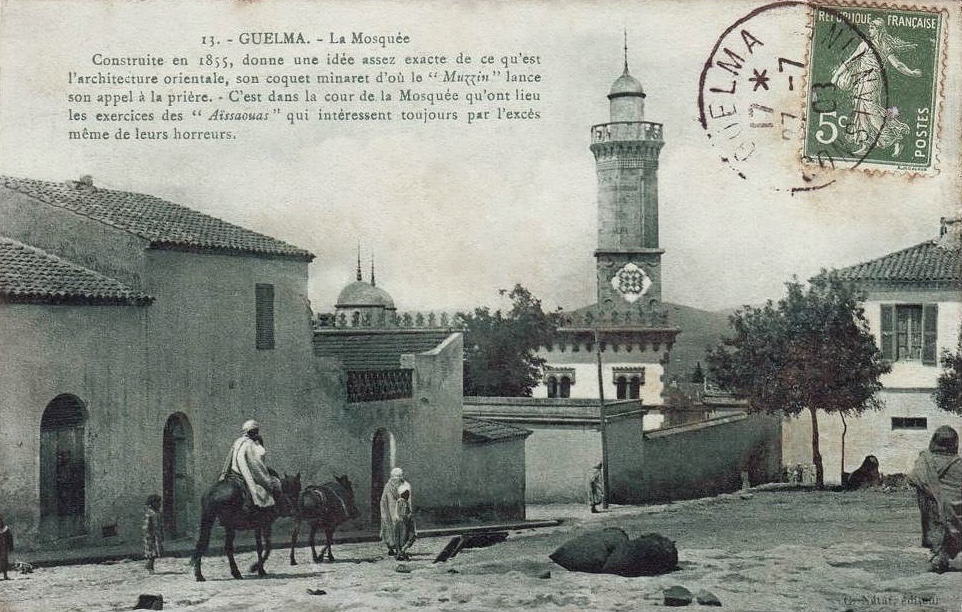
Guelma (Algérie), mosquée, 1903.

Elle est d’origine algérienne et est née à Guelma. « Je suis issue d'un milieu à la fois libéral et versé dans le savoir religieux (...) Une famille où régnait beaucoup de tolérance ».

### Sociologie des religions
Titulaire d'un doctorat en sciences politiques et habilitée à diriger des recherches en sociologie des religions, elle est professeur des universités à l'Université catholique de Lille et à l’Institut inter-universitaire en histoire des religions de Lille. Elle a été directrice du département de sciences des religions et initiatrice de la formation en "Histoire et sciences sociales de l'islam".

### Ouvrages
Leïla Babès est auteur et coauteur de plusieurs ouvrages et articles consacrés à l'évolution de l'islam en milieu sécularisé, à la compatibilité entre islam et laïcité.
Elle a notamment collaboré à la revue Islam de France (1999-2000). Elle anime depuis de nombreuses années une chronique à Radio Méditerranée International (Médi 1).

## Publications

### Thèse
- Mythes d'origine et structures tribales dans le Constantinois sous domination turque. Essai sur le fondement du pouvoir politique, thèse de 3e cycle, études politiques (Aix-Marseille), jury : Bruno Étienne, André Nouschi, Abdelkader Djeghloul, 1984, 387 pages.

### Articles
- État, pouvoir central, pouvoir local dans le beylik de Constantine : essai de synthèse, URASC, université d'Oran, 1988.
- "Questions à propos du mariage préférentiel, la stratégie matrimoniale d'une famille de l'aristocratie du Constantinois au XIXe siècle", URASC, université d'Oran, 1988.
- "Pouvoir central et pouvoir local dans le Beylik de Constantine", Revue maghrébine d'études politiques et religieuses, no 2, février 1989, université d'Oran, p. 54-74.
- "L'islam pluriel au Maghreb", Revue internationale d’action communautaire, no 26 (66), 1991, p. 119-128.
- "Passion et ironie dans la cité. Annaba : du ribat au réformisme", Monde arabe Maghreb/Machrek, no 135, 1992.
- "Recompositions identitaires dans l’islam en France", Archives de sciences sociales des religions (L’Islam en Europe), 92, octobre-décembre 1995.
- "Folie douce, vent des ancêtres", Social Compass, vol. 42 (no 4), décembre 1995, p. 461-476.
- "Le couscous comme don et sacrifice", Revue du MAUSS, no 8, 1996.
- "Le voile comme doxa. Sexe, communauté, eschatologie", Mélanges de sciences religieuses, T. 59, no 3, 2002.

### Ouvrages
- Les nouvelles manières de croire. Judaïsme, christianisme, islam, nouvelles religiosités (sous la direction de Leila Babès), Éditions de l’Atelier, 1996.
- L’islam positif, la religion des jeunes musulmans de France, Éditions de l’Atelier, 1997.
- L’islam intérieur. Passion et désenchantement, Éditions Al-Bouracq, Paris, 2000.
- Loi d’Allah, loi des hommes. Liberté, égalité, et femmes en islam (avec T. Oubrou), Albin Michel, 2002.
- Le voile démystifié, Bayard, 2004.
- L'utopie de l'islam. La religion contre l'État, Armand Colin, 2011.